# 1935 في النرويج
فيما يلي قوائم الأحداث التي وقعت خلال عام 1935 في النرويج.

## سياسة

### تعيين في المنصب
- 19 مارس – يوهان نيغورسفول رئيس وزراء النرويج.

### انتهاء فترة المنصب
- 20 مارس – غونار يان Minister of Finance of Norway ‏.
- 20 مارس – يوهان لودفيغ موفينكل وزير الخارجية في النرويج، رئيس وزراء النرويج.

## مواليد

### مارس
- 27 مارس – لارس أندرياس لارسن ممثل نرويجي.

### يوليو
- 1 يوليو – روي أسكيفولد ملاكم نرويجي.

## وفيات

### يوليو
- 26 يوليو – جيل أندرسن (مواليد 1879)

### ديسمبر
- 23 ديسمبر – هنريك لوند (مواليد 1879) فنان نرويجي.